# Jeon Ki-young
Jeon Ki-Young (nom de famille Jeon), né le 11 juillet 1973, est un judoka sud-coréen.
Il était considéré comme un très bon judoka : il n'a jamais été vaincu pendant des championnats olympiques ou du monde.
Il s'est retiré assez tôt de la compétition (25 ans) et son tokui-waza, sa technique préférée est ippon seoi nage et il combattait dans la catégorie des -86 kg.

## Palmarès
- Champion olympique aux jeux d'Atlanta en 1996.

- 3 fois champion du monde en 1993, 1995 et 1997 (respectivement à Hamilton, Chiba et Paris).

- Champion et médaille de bronze aux championnats d'Asie en 1995 et 1996 à New Delhi et Ho Chi Minh.

- Médaille d'argent aux jeux est asiatiques en 1997 à Pusan.